# Gray-la-Ville
Gray-la-Ville es una comuna francesa situada en el departamento de Alto Saona, en la región de Borgoña-Franco Condado.

## Demografía
| 628 | 757 | 969 | 973 | 1064 | 1034 | 989 | 937 |
| Para los censos de 1962 a 1999 la población legal corresponde a la población sin duplicidades (Fuente: INSEE [Consultar]) |     |     |     |      |      |     |     |